# Black Rock (Arkansas)
Black Rock és una població dels Estats Units a l'estat d'Arkansas. Segons el cens del 2000 tenia 717 habitants.

## Demografia
Segons el cens del 2000, Black Rock tenia 717 habitants, 284 habitatges, i 199 famílies. La densitat de població era de 84,4 habitants/km².
Dels 284 habitatges en un 30,6% hi vivien nens de menys de 18 anys, en un 56% hi vivien parelles casades, en un 11,3% dones solteres, i en un 29,9% no eren unitats familiars. En el 28,2% dels habitatges hi vivien persones soles el 12,7% de les quals corresponia a persones de 65 anys o més que vivien soles. El nombre mitjà de persones vivint en cada habitatge era de 2,52 i el nombre mitjà de persones que vivien en cada família era de 3,08.
Per edats la població es repartia de la següent manera: un 27,5% tenia menys de 18 anys, un 7,1% entre 18 i 24, un 24% entre 25 i 44, un 26,8% de 45 a 60 i un 14,6% 65 anys o més.
L'edat mediana era de 38 anys. Per cada 100 dones de 18 o més anys hi havia 95,5 homes.
La renda mediana per habitatge era de 22.407 $ i la renda mediana per família de 26.917 $. Els homes tenien una renda mediana de 23.646 $ mentre que les dones 16.806 $. La renda per capita de la població era d'11.731 $. Entorn del 19,1% de les famílies i el 19,4% de la població estaven per davall del llindar de pobresa.

## Poblacions més properes
El següent diagrama mostra les poblacions més properes.